# Ткаченко, Виктор Петрович
Ви́ктор Петро́вич Ткаче́нко (14 мая 1943, Харьков — 3 января 2017, Москва) — советский и российский журналист, диктор и телеведущий украинского происхождения, член Международной академии телевидения и радио.

## Биография
Родился 14 мая 1943 года в Харькове в семье начальника военизированной пожарной части и домохозяйки.
В 1959 году начал трудовую деятельность в кинотеатре им. 23 августа в Харькове.
В 1960 году поступил на актёрский факультет Харьковского театрального института.
В 1961 году без отрыва от учёбы в институте стал работать диктором Харьковского радио и телевидения. По окончании института получил направление в Харьковский комитет по радиовещанию и телевидению.
В 1970 года приехал в Москву с целью стать диктором ЦТ СССР.
В мае 1970 года был принят в отдел дикторов ЦТ с испытательным сроком, а уже в середине декабря того же года был зачислен в отдел дикторов на постоянную работу.
Был ведущим программ «Время», «Наш адрес Советский Союз», «Творчество народов мира», международной программы «Радуга».
С 1976 года по приглашению Лидии Глуховской начал преподавать мастерство телеведущего на курсах повышения квалификации при Гостелерадио СССР.
В 1981 году был уволен с ЦТ СССР за то, что в дружеских компаниях пародировал Леонида Брежнева. С этого времени и до 1988 года начитывал книги в студии Всероссийского общества слепых, озвучивал киножурнал «Новости дня» на Центральной студии документальных фильмов.
В 1988 году при поддержке Вячеслава Королёва, который в то время был секретарём парткома Гостелерадио СССР, вернулся на работу в Гостелерадио. Вплоть до закрытия в 1997 году был сотрудником Всесоюзного радио.
Преподавал мастерство телеведущего в Первой национальной школе телевидения.
Проживал в Москве, на Дубнинской улице. Находясь на пенсии, посвятил себя заботе о районе Восточное Дегунино, в котором проживал, в частности, обратился к местным властям с предложением облагородить территорию и обустроить сквер.
Скончался на 74-м году жизни 3 января 2017 года в Москве.

## Творчество

### Телевидение

#### Московия
- 1997—2002 — художественный руководитель, голос канала[5]

#### М1
- 2000 — ВоВремя — ведущий[5]
- 2002—2003 — Подозреватель — «Петрович»[6]
- 2003 — голос канала

### Радио
- 1989 — Весна (спектакль по рассказу Н. А. Заболоцкого) — диктор
- 1991 — Ромео и Джульетта (спектакль по трагедии У. Шекспира) — один из слуг Капулетти

### Дубляж
- 1998 — Идеальное убийство — Мохамед Караман, детектив полиции Нью-Йорка (роль Дэвида Суше) / Альберт, консьерж (роль Майкла Ингрэма) / перевод надписей и закадровый текст (кинотеатральный дубляж киностудии имени М. Горького по заказу «Кармен-Премьер», 1998 год)